# Socializare de gen
Socializarea de gen este o componentă a procesului general de socializare prin care se învață, se asimilează și se transmit normele de gen ale momentului și ale locului încurajându-se sau descurajându-se anumite comportamente și atitudini de gen considerate potrivite din punct de vedere social și cultural.  
Prin intermediul proceselor complexe de socializare și auto socializare de gen indivizii își dobândesc (învață și își interiorizează) identitatea de gen.

## Etapele socializării de gen
Socializarea, inclusiv cea de gen, se realizează într-un ansamblu de situații aflate în legătură unele cu celelalte (situații de socializare morală, învățare cognitivă, imaginație, comunicare psihologică, etc) în care se construiesc, se împărtășesc, se interiorizează și sunt transmise permanent mesajele de gen.
Socializatorii direcți (părinții) și indirecți (prieteni, literatură, televiziune, limbaj, jucării, muzică, etc) produc socializarea diferențiată a fetelor/femeilor și băieților/bărbaților prin mecanisme specifice (tratament diferențiat, identificare). Alegerea preponderentă a culorii roz pentru hainele fetițelor și a culorii bleu pentru hainele băieților, sau atribuirea de sarcini casnice diferențiate copiilor în funcție de sexul lor sunt exemple de forme de tratament diferențiat. Copiii, prin identificare, preiau, total sau parțial, modelele de viață ale socializatorilor lor direcți (ceea ce face mama, bunica tatăl, bunicul, etc). Mesajele de gen transmise prin intermediul manualelor școlare devin de asemenea surse de socializare indirectă astfel încât, de exemplu, lipsa de modele feminine puternice, de succes, în manualele induce discret modelul femeii care doar este și a bărbatului care face. Moda top-modelelor promovată prin mass media, socializează femeile în interiorul unor standarde de frumusețe utopice, uneori periculoase pentru sănătate, creând un model de feminitate simplist și inconfortabil fizic și psihic pentru foarte multe femei, fie că acestea sunt sau nu conștiente de acest lucru.
Socializarea de gen contribuie, în anumite condiții, la apariția discriminării de gen și segregării de gen. Promovând stereotipuri și prejudecăți de gen socializarea de gen este strâns legată de fenomenul profețiilor autocreatoare. Indivizii socializați în stereotipuri se comportă față de persoanele stereotipizate în funcție de aceste stereotipuri contribuind la confirmarea acestora de către ei înșiși (de exemplu stereotipul legat de faptul că femeile sunt ori frumoase ori deștepte provoacă, în rândul fetelor frumoase, complexul lipsei lor de inteligență).
Sociologi, psihologi sau psihanaliști precum Freud, Mead, Piaget, Cooley, Goffman au abordat în cadrul teoriilor lor despre dezvoltarea identității de sine și aspecte ale socializării de gen.

## Contribuții teoretice ale feminismului
Teoria feministă la rândul ei a fost foarte preocupată de studierea mecanismelor, proceselor și consecințelor socializării de gen preluând critic teoriile existente. Juliet Mitchell este printre primele autoare care abordează sistematic subiectul în "Women. The Longest Revolution" (1966) Ea consideră că socializarea este una din cele 4 structuri sociale care trebuie transformate radical pentru eliberarea femeilor (alături de producția de bunuri, reproducere și sexualitatea). Autoare precum Nancy Chodorow sau Dorothy Dinnerstein pun accentul în lucrările lor pe consecințele asupra dezvoltării personalității copilului ale faptului că în majoritatea societăților contemporane femeile sunt principalii socializatori (mame, bunici, baby sitter, asistente medicale). Carol Gilligan sau Candace West și Don Zimmermann dezvoltă idei interesante în prelungirea teoriilor dezvoltării cognitive sau ale interacționalismului simbolic. 

## Talcott Parsons
Lucrând în Statele Unite, Talcott Parsons a dezvoltat un model al familiei nucleare în 1955, care în acel loc și timp era structura familială predominantă. El a comparat o viziune strict tradițională a rolurilor de gen (dintr-o perspectivă americană de vârstă industrială) cu o viziune mai liberală. Modelul Parsons a fost folosit pentru a contrasta și a ilustra pozițiile extreme privind rolurile de gen.
Modelul A descrie separarea totală a rolurilor de sex masculin și feminin, în timp ce Modelul B descrie dizolvarea completă a rolurilor de gen. (Exemplele se bazează pe contextul culturii și infrastructurii Statelor Unite.)
|                                 | Modelul A – Segregarea rolului total | Modelul B – Integrarea totală a rolurilor |
| Educație                        | Educație specifică în domeniul genului; calificarea profesională înaltă este importantă numai pentru barbat                                            | Școlile co-educative, același conținut de cursuri pentru fete și băieți, aceeași calificare pentru bărbați și femei                                                |
| Profesie                        | Locul de muncă nu este zona principală a femeilor; cariera și avansarea profesională este considerată lipsită de importanță pentru femei               | Pentru femei, cariera este la fel de importantă ca și pentru bărbați; egalitatea de șanse profesionale pentru bărbați și femei este necesară                       |
| Treaba prin casă                | Menajul și îngrijirea copilului sunt funcțiile principale ale femeii; participarea bărbatului la aceste funcții este doar parțial dorită               | Toate lucrările casnice sunt efectuate de ambele părți, atât de bărbat cât și de femeie, în părți egale.                                                           |
| Luarea deciziilor               | În caz de conflict, bărbaul are ultimul cuvânt de spus, de exemplu în alegerea locului de trai, alegerea școlii pentru copii, deciziile la cumpărături | Nici unul dintre parteneri nu domină; soluțiile nu respectă întotdeauna principiul găsirii unei decizii concertate; statu quo este menținut dacă apare dezacordul. |
| Îngrijirea și educația copiilor | Femeia are grijă de cea mai mare parte a acestor funcții; ea educă copiii și îi îngrijește în fiecare zi                                               | Bărbatul și femeia împărtășesc aceste funcții în mod egal. |